# Eneopteroides loretensis
Eneopteroides loretensis är en insektsart som beskrevs av Desutter-grandcolas 2003. Eneopteroides loretensis ingår i släktet Eneopteroides och familjen syrsor. Inga underarter finns listade i Catalogue of Life.